# NGC 5330
NGC 5330 este o galaxie eliptică situată în constelația Hidra. A fost descoperită în 25 martie 1887 de către Lewis A. Swift. Se află la o distanță de 61,94 de megaparseci de Pământ.